# Mile (mythologie celtique)
 (signalé en juin 2025).
Si vous disposez d'ouvrages ou d'articles de référence ou si vous connaissez des sites web de qualité traitant du thème abordé ici, merci de compléter l'article en donnant les références utiles à sa vérifiabilité et en les liant à la section « Notes et références ».
- Archive Wikiwix
- Bing
- Cairn
- DuckDuckGo
- E. Universalis
- Gallica
- Google
- G. Books
- G. News
- G. Scholar
- Persée
- Qwant
- (zh) Baidu
- (ru) Yandex
- (wd) trouver des œuvres sur Wikidata

Pour les articles homonymes, voir Mile.
Dans la mythologie celtique irlandaise, Mile, connu aussi sous les noms de Milésius, ou de Míl Espáine, est l’ancêtre mythique des Gaels (ou Goidels) que l’on appelle parfois les « fils de Mile » ou « Milesiens ». C’est un guerrier originaire d’Espagne dont le nom signifie « combat », « destruction ».
Selon le Lebor Gabála Érenn (Livre des Conquêtes d’Irlande), les Milésiens sont les derniers envahisseurs de l’Irlande et, à la différence de leurs prédécesseurs, ce sont des humains. Comme Partholon, leur débarquement a lieu le jour de la fête de Beltaine (1er mai) sous la direction de leur file (druide-poète, voir Barde) et juge Amorgen Glungel.
Leur flotte est commandée par: Breagha fils de Breogán, d'où le Magh Breagh en Meath, Cuala fils de Breogán qui donne son nom au Sliabh Cuala ; Cuailgne fils de Breogán, d'où le Sliabh Cuailgne ; Fuad fils de Breogán, d'où le Sliabh Fuaid ; Muirtheimhne fils de Breogán, d'où Magh Muirtheimhne ; Lughaidh fils de Ith, qui vient en Irlande pour venger son père et donne son nom au Corca Luighe dans l'ouest du Munster ; Eibhlinne fils de Breogán, d'où le Sliabh Eibhlinne au Munster ; Buas, Breas, et Buaidhne, trois fils de Tighearnbhard fils de Brighe ; Nar d'où Ros Nair dans le Sliabh Bladhma ; Seadgha, Fulman, Manntan, Caicher, et Suirghe fils de Caicher ; Ér, Orba, Ferón et Fergna, quatre fils de Eber Finn ; En, Un, Eatan, et Goistean ; Sobhairce, dont on ne connait pas le père ; Bile fils de Brighe, fils de Breogán ; huit fils de Míl Espáine, Éber Donn et Airioch Feabhruadh, Eber Finn et Amorgen, Ir et Colpa de l'Épée, Érimón et Eranann le Jeune, et quatre fils d'Érimón, Muimne, Luigne et Laigne, et Palap, et un de Ir, i.e Eibhear. Ils furent les 40 chefs des Milesiens qui vinrent en Irlande. Et c'est en Irlande même que Íriel Fáid fils d'Érimón est né.
Les Milésiens sortent vainqueurs de la guerre qui les oppose aux « Tuatha Dé Danann » (les Gens de la Déesse Dana) et ces derniers sont contraints de se réfugier dans le Sidh, c’est-à-dire l’Autre Monde celtique. Eranann, le dernier des enfants de Mile dont le sens du nom est « petit Irlandais », perd la vie emporté par le « vent druidique ».